# Saoirse Ronanová
Saoirse Ronan (* 12. dubna 1994 Bronx, New York)  je irská herečka. Jméno Saoirse (vyslovuj sír:ša) znamená v irštině svoboda či volnost. Za svůj herecký výkon získala několik ocenění, včetně Zlatého glóbu a čtyř nominací na Oscara a pěti nominací na Filmovou cenu Britské akademie.

## Filmové role
Poprvé se na televizní obrazovce objevila v medicínském dramatickém seriálu The Clinic v roce 2003 a na filmovém plátně ve vedlejší roli v romantické komedii Nestanu se tvojí ženou v roce 2007. Zlom v kariéře přišel s filmem Pokání (2007). Za roli třináctileté Brion Tallisové získala první nominaci na Oscara v kategorii nejlepší ženský herecký výkon ve vedlejší roli. Následovaly role ve filmech Pevné pouto (2009), Hanna (2011) a Grandhotel Budapešť (2014), Kritické uznání získala za roli irské dívky v romantickém filmu Brooklyn (2015) a za roli puberťačky ve filmu Lady Bird (2017). V roce 2018 získala Zlatý glóbus v kategorii nejlepší ženský herecký výkon (drama) a nominace na Oscara v kategorii nejlepší ženský herecký výkon v hlavní roli za oba výše zmíněné filmy.
Významná spolupráce začala mezi Ronanovou na filmu Lady Bird, který režírovala herečka a režisérka Greta Gerwig. První spolupráce vyústila v obsazení do dalšího připravované autorské adaptace románu Louisy May Alcottové Malé ženy, ve kterém Ronan ztvárnila ústřední postavu mladé začínající spisovatelky Jo Marchové. Snímek je osobní aktualizací obou hereček k tématu emancipace a vysloužil si nominaci za nejlepší scénář v rámci cen Americké filmové akademie.

## Filmografie

### Film
| Rok  | Název                                          | Role                            | Poznámky        |
| ---- | ---------------------------------------------- | ------------------------------- | --------------- |
| 2007 | Nestanu se tvojí ženou                         | Izzie Mensforth                 |                 |
| 2007 | Vánoční zázrak                                 | Celia Hardwick                  |                 |
| 2007 | Pokání                                         | Briony Tallis (13 let)          |                 |
| 2007 | Iluze lásky                                    | Benji McGarvie                  |                 |
| 2008 | Město Ember                                    | Lina Mayfleet                   |                 |
| 2009 | Pevné pouto                                    | Susie Salmon                    |                 |
| 2010 | Arrietty                                       | Arrietty (hlas)                 | anglický dabing |
| 2010 | Útěk ze Sibiře                                 | Irena Zielińska                 |                 |
| 2011 | Hanna                                          | Hanna                           |                 |
| 2011 | Violet & Daisy                                 | Daisy                           |                 |
| 2012 | Byzantium                                      | Eleanor Webb                    |                 |
| 2013 | Hostitel                                       | Melanie Stryder / Wanda         |                 |
| 2013 | Budoucnost nejistá                             | Daisy                           |                 |
| 2013 | Justin: Jak se stát rytířem                    | Talia (hlas)                    |                 |
| 2014 | Grandhotel Budapešť                            | Agatha                          |                 |
| 2014 | A zase ti Mupeti!                              | baletka                         |                 |
| 2014 | Lost River                                     | Rat                             |                 |
| 2015 | Stockholm, Pennsylvania                        | Leia Dargon                     |                 |
| 2015 | Weepah Way for Now                             | Emily / vypravěč (hlas)         |                 |
| 2015 | Brooklyn                                       | Éilis Lacey                     |                 |
| 2017 | S láskou Vincent                               | Marguerite Gachet (hlas)        |                 |
| 2017 | Lady Bird                                      | Christine „Lady Bird“ McPherson |                 |
| 2017 | Na Chesilské pláži                             | Florence Ponting                |                 |
| 2018 | Racek                                          | Nina Zarechnaya                 |                 |
| 2018 | Marie, královna skotská                        | Marie, královna skotská         |                 |
| 2019 | Malé ženy                                      | Josephine „Jo“ March            |                 |
| 2020 | Amonit                                         | Charlotte Murchison             |                 |
| 2021 | Francouzská depeše Liberty, Kansas Evening Sun | Junkie                          |                 |
| 2022 | See How They Run                               |                                 |                 |
| 2023 | Foe                                            |                                 |                 |
| 2024 | Blitz                                          |                                 |                 |
| 2024 | The Outrun                                     |                                 |                 |

### Televize
| Rok       | Název               | Role              | Poznámky                |
| --------- | ------------------- | ----------------- | ----------------------- |
| 2003–2004 | The Clinic          | Rhiannon Geraghty | 4 díly                  |
| 2005      | Proof               | Orla Boland       | 4 díly                  |
| 2014      | Robot Chicken       | různé role        | 2 díly                  |
| 2017      | Saturday Night Live | Samu sebe         | díl: „Saoirse Ronan/U2“ |

### Hudební video
| Rok  | Název            | Umělec         |
| ---- | ---------------- | -------------- |
| 2013 | „Garden's Heart“ | Bat for Lashes |
| 2016 | „Cherry Wine“    | Hozier         |
| 2017 | „Galway Girl“    | Ed Sheeran     |

### Divadlo
| Rok  | Název        | Role             | Poznámky            |
| ---- | ------------ | ---------------- | ------------------- |
| 2016 | The Crucible | Abigail Williams | Walter Kerr Theatre |